# Marcus Palmquist
Ulf Marcus Palmquist, född 9 januari 1987, är en svensk fotbollsspelare (anfallare) från Uppsala. 

## Karriär
Palmquist spelade för Hagby IK, men gick 2005 till IK Sirius. Säsongerna 2007–2009 spelade Palmquist för klubben i Superettan. Han ingick fyra matcher i startuppställningen och spelade i 17 matcher som inhoppare. I juli 2009 lånades Palmquist ut till Gamla Upsala SK. Inför säsongen 2010 flyttade han till GUSK, som då spelade i Division 2 Norra Svealand.
I oktober 2019 tog han över som huvudtränare i Upsala IF:s U17-lag.